# Rochy Putiray
Rochy Putiray (Situbondo, Indonesia; 26 de junio de 1970) es un exfutbolista de Indonesia que jugaba en la posición de delantero.

## Carrera

### Club
| Periodo   | Club                    | Apariciones | Goles |
| --------- | ----------------------- | ----------- | ----- |
| 1987–1998 | Arseto Solo             | 219         | 180   |
| 1990–1991 | → Dukla Prague (cedido) | 8           | 1     |
| 1999–2000 | Persija Jakarta         | 20          | 15    |
| 2000–2001 | Instant-Dict            | 22          | 12    |
| 2001–2002 | Happy Valley AA         | 25          | 17    |
| 2002      | PSM Makassar            | 20          | 4     |
| 2002–2003 | South China AA          | 32          | 42    |
| 2003      | Persijatim Solo         | 16          | 7     |
| 2003–2004 | Kitchee SC              | 26          | 16    |
| 2004–2005 | PSPS Pekanbaru          | 26          | 14    |
| 2006–2007 | PSS Sleman              | 15          | 8     |

### Selección nacional
Jugó para Indonesia en 44 ocasiones de 1990 a 2004 y anotó 17 goles; participó en dos ediciones de la Copa Asiática.

## Logros

### Club
- Galatama-Perserikatan Invitational Championship: 1987
- Galatama: 1987
- Hong Kong FA Cup: 2000–01
- Hong Kong Senior Challenge Shield: 2002–03

### Selección nacional
- Southeast Asian Games: 1991

### Individual
- Gol Asiático del mes: abril 1997[2]
- Equipo Ideal de la Primera División de Hong Kong: 2000-01